# Campionati asiatici di badminton 2010
I Campionati asiatici di badminton 2010 si sono svolti a Nuova Delhi, in Indonesia. È stata la 29ª edizione del torneo, organizzato dalla Badminton Asia.

## Podi
| Evento              | Oro                         | Argento                         | Bronzo                                 |
| Singolare maschile  | Lin Dan                     | Wang Zhengming                  | Boonsak Ponsana                        |
| Singolare maschile  | Lin Dan                     | Wang Zhengming                  | Kenichi Tago                           |
| Singolare femminile | Li Xuerui                   | Liu Xin                         | Saina Nehwal                           |
| Singolare femminile | Li Xuerui                   | Liu Xin                         | Zhou Mi                                |
| Doppio maschile     | Cho Gun-woo Yoo Yeon-seong  | Chen Hung-ling Lin Yu-lang      | Fang Chieh-min Lee Sheng-mu            |
| Doppio maschile     | Cho Gun-woo Yoo Yeon-seong  | Chen Hung-ling Lin Yu-lang      | Han Sang-hoon Hwang Ji-man             |
| Doppio femminile    | Pan Pan Tian Qing           | Vivian Hoo Kah Mun Woon Khe Wei | Chien Yu-Chin Cheng Wen-Hsing          |
| Doppio femminile    | Pan Pan Tian Qing           | Vivian Hoo Kah Mun Woon Khe Wei | Savitree Amitrapai Vacharaporn Munkit  |
| Doppio misto        | Chan Peng Soon Goh Liu Ying | Yoo Yeon-seong Kim Min-jung     | Devin Lahardi Fitriawan Lilyana Natsir |
| Doppio misto        | Chan Peng Soon Goh Liu Ying | Yoo Yeon-seong Kim Min-jung     | Qiu Zihan Tian Qing                    |